# King Kong (musical de 2013)
King Kong és un musical amb música de Marius de Vries, lletres de Michael Mitnick i Craig Lucas, llibret de Lucas i contribucions musicals i líriques addicionals de 3D, Sarah McLachlan, Guy Garvey, Justice i The Avalanches. Es basa en la pel·lícula homònima de 1933. La producció original es va muntar a Austràlia el 2013. Una producció reelaborada de Broadway es va estrenar a l'octubre del 2018.

## Desenvolupament
La producció australiana va teniar cinc anys de planificació i més de cinc mesos d'assaigs. El seu director, Daniel Kramer, va dir que van necessitar "tres anys d'audicions i tallers" abans de començar les representacions. Va afegir: "És temptador centrar-se en l'espectacle del propi King Kong. Però només és a través de la humanitat de la vida que l'envolta: la gent de la ciutat de Nova York, la megalomania còmica del cineasta Carl Denham, la tossuda oposició del primer oficial Jack Driscoll, i la gràcia, la bellesa i el poder de la nostra protagonista, Ann Darrow, que realment pren la vida ".
Segons les notes de premsa del 2013, el musical "ha tornat a la font: la novel·la de la pel·lícula original de Merian C. Cooper i Edgar Wallace."

## Produccions

### Melbourne
Una versió primerenca del musical es va obrir al Regent Theatre de Melbourne, el 15 de juny de 2013, després de les prèvies del 28 de maig de 2013. Incloïa una partitura de Marius de Vries, lletres de Michael Mitnick i Craig Lucas, llibret de Lucas, i altres música i lletres de 3D, Sarah McLachlan, Guy Garvey, Justice i The Avalanches. La producció va ser dirigida per Daniel Kramer i coreografiada per John O'Connell.
Originalment reservat fins al 28 de juliol de 2013, el musical va ampliar el seu període de reserva tres vegades, tancant-se el 16 de febrer de 2014, després de gairebé nou mesos de durada. L'espectacle va ser produït per Global Creatures, que es va associar amb el taller d'animatrònica The Creature Technology Company, que va dissenyar l'esquena platejada animatrònic de sis metres.
Dissenyat i construït per Global Creature Technology a West Melbourne, Austràlia, el paper principal va ser pel titella més gran mai creat per a l'escenari. Les notes de premsa del 2013 afirmaven que Kong era "un titella/animatrònic molt sofisticat híbrid que es controlarà mitjançant la integració de la hidràulica, l'automatització i la manipulació manual d'un equip de titellaires. ... Un grup de 35 titellaires en escena i fora de l'escenari treballen per manipular el titella a gran escala. Diversos titellaires es col·loquen sobre trapezis oscil·lants i d'altres es llancen com a contrapesos de les espatlles del titella per aixecar els massius braços de Kong mentre corre i llisca cap als avions durant la representació. ... [El musical] un elenc de 49 actors, cantants, ballarins, artistes de circ i titellaires; una tripulació de 76; i, sens dubte, el titella més avançat tecnològicament del món: un goril·la adult gegant de sis metres d'una tona de pes". King Kong també presenta uns quants efectes visuals, inclosa la batalla de Kong amb un titella de serp de 12 metres i la integració d'una pantalla de vídeo de 27,5 metres.

### Broadway
L'estrena de King Kong a Broadway estava prevista originalment per al 2014. Gerry Ryan, de Global Creatures, va dir a l'emissora de ràdio australiana 3AW el gener del 2014: "Fa poc vaig estar a Nova York i vaig anar al teatre. re preparant-- Spider-Man: Turn Off the Dark havia tancat allà al Foxwoods i obrirem el 12 de desembre [2014]." Els productors aviat van anunciar retards. Al setembre de 2014, Marsha Norman es va comprometre a reescriure el llibret.
El 2015, Jason Robert Brown es va afegir a l'equip "per escriure cançons per als personatges. Hi ha molta música que ja existeix per a King Kong." El febrer de 2016 es va fer una presentació escenificada. Dirigida per Eric Schaeffer, el repartiment incloïa Robert Creighton (Benny), Lora Lee Gayer (Ann Darrow), Marc Kudisch (Carl Denham) i Euan Morton (Jack Driscol).
El musical es va obrir al Broadway Theatre per a les funcions prèvies el 5 d'octubre de 2018, amb l'estrena oficial el 8 de novembre. L'equip creatiu inclou l'escriptor Jack Thorne, el director-coreògraf Drew McOnie i el compositor australià Eddie Perfect, qui va substituir els antics creatius. L'obra va recaptar poc més d'un milió de dòlars durant la seva primera setmana. El 7 de febrer de 2019, l'espectacle va celebrar la seva 100a representació. La producció es va tancar el 18 d'agost de 2019, amb 29 prèvies i 324 representacions regulars.

### Japó
Nederlander Worldwide Entertainment té previst portar l'espectacle al Japó el 2021.

## Personatges i repartiments originals
| Personatge        | Melbourne (2013)     | Lectura (2016)   | Taller (2017)       | Broadway (2018)     |
| ----------------- | -------------------- | ---------------- | ------------------- | ------------------- |
| Ann Darrow        | Esther Hannaford     | Lora Lee Gayer   | Eva Noblezada       | Christiani Pitts    |
| Carl Denham       | Adam Lyon            | Marc Kudisch     | Eric William Morris | Eric William Morris |
| Lumpy             | N/D                  | N/D              | Tom Nelis           | Erik Lochtefeld     |
| The Bartender     | N/D                  | N/D              | Bradley Dean        | Harley Jay          |
| Captain Englehorn | Richard Piper        | N/D              | Akron Watson        | Rory Donovan        |
| Jack Driscoll     | Chris Ryan           | Euan Morton      | N/D                 | N/D                 |
| Cassandra         | Queenie van de Zandt | N/D              | N/D                 | N/D                 |
| Benny             | N/D                  | Robert Creighton | N/D                 | N/D                 |
| Young Jack        | Jack Stoddart        | Cole Edelstein   | N/D                 | N/D                 |
| Voice of Kong     | N/D                  | Benny Elledge    | Harley Durst        | Jon Hoche           |
| King Kong         | N/D                  | Sam Foster       | N/D                 | N/D                 |

## Sinopsi

### Melbourne
Acte I
Al bell mig de la Gran Depressió a la ciutat de Nova York, el director de cinema Carl Denham és pressionat per trobar una protagonista per a la seva propera pel·lícula ("Hunting Season"). Cerca a la ciutat per trobar una dona adequada per al paper, però amb poc èxit ("Sweethearts on Parade / Brother Can You Spare a Dime"). Mentrestant, Ann Darrow també lluita per fer front a la vida a la ciutat ("What's It Gonna Take"). La roben els matons que la burlen llançant les seves pertinences ("I Wanna Be Loved by You"). Denham la veu i s'adona que és perfecta per al paper. Ann és gairebé arrestada per intentar robar una poma, però Denham és capaç de prevenir-la. Ell li ofereix un treball per protagonitzar la seva pel·lícula oto que ella accepta de mala gana. Embarca i es troba amb la tripulació, inclòs Jack Driscoll, amb qui no es porta bé al principi. El vaixell surt del port mentre Denham pensa en l'èxit que tindrà la seva nova pel·lícula ("Colossus"). L'endemà al matí, Ann està nerviosa per la seva pantalla prova, però més tard es confia quan es prepara ("FX especial"). Ella i Jack es coneixen una mica millor ("Perfect") i finalment s'enamoren ("Foxtrot").
El vaixell arriba finalment a l'illa Skull, la tripulació discuteix si volen tornar enrere o explorar l'illa, però Denham insisteix que desembarquin. Interrompen el ritual sacrificial dels nadius i esclata una baralla ("Ritual"). La tripulació torna al vaixell, però Ann és segrestada i oferida com a sacrifici a Kong ("Ascent"). La tripulació va a rescatar-la, però és massa tard, ja que Kong ja se l'ha endut. Jack, però, està decidit a recuperar Ann i s'aventura a la jungla ("In the Face of Forever"). Mentrestant, Ann es desperta per enfrontar-se a Kong a la seva cova. Al principi, té por, però es converteix en valentia per plantar-li cara. Kong la protegeix quan gairebé és atacada per una serp gegant i formen un vincle especial ("Full Moon Lullaby"). Mentre Kong s'adorm, Jack s'acosta tranquil·lament i Ann torna amb ell a contracor. Kong de sobte es desperta i s'adona que Ann ha marxat i els persegueix ("The Chase"). Denham i la tripulació capturen a Kong amb bombes de gas per fer-lo caure i Ann com a esquer, per a la seva consternació. Denham decideix presentar Kong al públic a Nova York.
Acte II
De tornada a Nova York, Ann contempla les seves experiències a Skull Island ("What's It Gonna Take") mentre Denham anuncia el seu programa en el qual té intenció de presentar un Kong ara captiu al públic ("The Greatest Show on Earth"). Jack li proposa a Ann i ella accepta ("Dance with Me"). La parella està a punt d'entrar al teatre quan Ann li demana un moment sola abans d'acompanyar-se a ell, ja que queda atrapada entre començar una nova vida amb Jack i el seu afecte i simpatia per Kong ("A Simple Prayer"). Denham presenta Kong en cadenes al públic amb gran sorpresa. Ann i Jack es precipiten a l'escenari fent que Denham entri en pànic, ja que està preocupat perquè intentin convertir el públic en contra seva. Ann intenta consolar Kong, però quan Denham ordena als guàrdies que la retirin, tot i que Jack els adverteix que no la toquin, Kong creu que intenten fer-la mal i s'allibera mentre Jack s'escapa ràpidament amb Ann. Denham envia les allaus per entretenir i calmar la multitud nerviosa ("Get Happy").
Kong s'enfosa per la ciutat a la recerca d'Ann i mata poques semblances, però Ann aconsegueix trobar-lo i calmar-lo. La recull suaument i la porta al cim de l'Empire State Building mentre el públic observa el seu temor. Denham és arrestat malgrat les seves protestes "Va ser que la bellesa va matar la bèstia! No jo!" ("Rise"). A la part superior, Ann i Kong comparteixen un moment ("Full Moon Lullaby (Reprise)"), però es queda curt quan els avions comencen a disparar contra Kong. Ann crida desesperadament perquè parin, però no la senten. Kong és mortalment disparat al coll i cau fins a la seva mort ("Amén, Opus 35"). A sota, Jack es reuneix amb una Ann devastada mentre la multitud es reuneix per veure el cadàver de Kong.

#### Broadway
Acte I
L'espectacle comença amb els treballadors que construeixen l'Empire State Building. Ann Darrow, una valenta noia del país, arriba a Nova York per buscar el seu somni de ser a Broadway ("Prologue"). Fa audicions per a un espectacle però no fa el tall ("Dance My Way to the Light"). Audita per obtenir una gran quantitat de feines, sempre sent abatuda, però continua decidida a ser l'estrella que somia de ser ("Queen of New York"). Després de refugiar-se en un restaurant per escapar dels freds carrers de Nova York, a més de demostrar el seu aspecte bastant ferotge colpejant al propietari després que li foti mà, Ann coneix un home anomenat Carl Denham. Degut al ràpid pensament de Denham, Ann es salva de ser expulsada del comensal i ell li ofereix menjar. Mentre menja, explica que és un director que necessita una protagonista. Està produint una pel·lícula, els detalls de la qual es mantenen molt embolicats, a part del fet que la ubicació del rodatge només és accessible en vaixell, però promet a Ann que, si assumeix la feina, la convertirà en una estrella. Ann accepta i els dos marxen cap al vaixell, un vapor anomenat SS Wander, dirigit pel capità Englehorn i la seva tripulació (Building the Boat). Denham fa presentacions ràpidament mentre Englehorn comenta el fet que un altre vaixell els persegueix, Denham intenta ignorar-ho. Comenta a una Ann extremadament desconfiada que el vaixell està carregat de bombes de gas de la seva pròpia creació i que només s'utilitzaran en cas d'emergència real. Quan el vaixell parteix del seu primer viatge, Denham canta sobre el que pot haver-hi a Skull Island ("Setting Sail"). L'endemà al matí, Ann és despertada per un visitant inesperat: Lumpy, el principal càmera de Denham. Lumpy li porta cafè i aigua i explica que els vestits de l'armari li haurien d'adaptar. Ann li dona les gràcies per la seva amabilitat i, després de marxar, examina els vestits i es pregunta què suposarà exactament tota aquesta feina ("Cabin Soliloquy"). De nou a la coberta principal, les tensions són elevades entre Englehorn i Denham. Malgrat les reiterades preguntes sobre cap a on anaven, Denham esquiva totes. ("Pressure Up"). Ann li explica a Denham que no és la teva típica donzella en dificultats un cop li demana que cridi per la càmera. Després de dos mesos a l'aigua, el capità i la tripulació estan preparats per saltar. Durant el rodatge, Carls explica a Ann sobre la ubicació del rodatge, Skull Island i Englehorn escoltant això. Englehorn llança una arma a Denham, seguit ràpidament per la resta de la tripulació, i li exigeix que expliqui per què aniran a Skull Island, amenaçant-lo amb llençar-lo per la borda i fer-lo trobar l'illa sol. De sobte apareix Ann, brandint un ferro, i amenaça amb explotar el vaixell fent servir les bombes de gas si no deixen anar Denham ("The Mutiny").
Denham, totalment sobtat i sobresaltat, li diu a Ann que "... no ets una donzella en dificultats. Ets una guerrera!" Segueix un enfrontament tens i silenciós, cap de les parts disposades a moure's fins que, finalment, Englehorn diu a la tripulació que deixi les armes i torni a la feina. Ann defensa les seves accions, dient que Denham és el seu bitllet per sortir del carrer i que res bo sortiria d'ell ferit. Una gran illa s'albira a la distància i, a mesura que es fa més clara, Denham crida a la tripulació fins a la coberta i proclama amb orgull que han arribat a Skull Island. Pren algunes fotos de l'exterior escarpat i rocós de l'illa abans que tothom desembarqui, corrent per la jungla aparentment viva. Denham suggereix que Ann pugi a algunes vinyes per fer un bon tret i Ann hi accepti immediatament, jugant amb les vinyes una mica. De sobte, se senten forts passos i tota la tripulació calla. Les vinyes semblen estrènyer-se al voltant d'Ann, que batega salvatge en un intent d'escapar, però els seus esforços són en va. Kong l'ensuma, clarament intrigat, però una vegada que Denham s'esforça al màxim per filmar la bèstia, ell la llisca, aixafant la càmera en el procés, agafa a Ann i se l'emporta mentre crida de terror. ("Skull Island") Kong porta Ann a un alt penya-segat amb vistes al bosc. Kong la protegeix quan gairebé és atacada per una serp gegant (The Cobra Fight), i mentre Ann repara les seves ferides, els dos formen un vincle especial ("Full Moon Lullaby"). Mentre Kong s'adorm, Ann, adonant-se que encara està en perill, corre ràpidament cap a la jungla. No arriba massa abans que Kong se n'adoni que se n'ha anat, cosa que el porta a perseguir-la ("El descens"). Ann topa amb Denham i Lumpy, aquest últim està molt content de veure-la i Denham explica que té un pla per salvar-la. Li diu que una reina cridaria a favor de Kong, i ella ho fa amb remordiment, portant Kong just allà on la resta de la tripulació del vaixell està esperant, amb bombes de gas a punt. Kong irromp entre els arbres i és gassejat immediatament. Ann mira horroritzada mentre cau a terra, inconscient ("Kong's Capture").
Acte II
("Entr'acte: The Voyager Returns") De tornada a Nova York, Denham anuncia el seu espectacle en el qual té intenció de presentar un Kong ara captiu al públic ("It's Man"). Durant l'assaig ("The Wild i Perilous Sea") Ann, sentint culpa i remordiment a causa d'enganyar Kong i fer-li mal, abandona l'assaig i marxa corrent. Denham la persegueix, la troba fora del teatre, intentant recollir els seus pensaments. Explica que no pot fer un espectacle com aquest, ja que li importa massa Kong. Denham es burla de la idea que Ann i Kong comparteixin una amistat i l'amenaça, dient-li que tot el que hauria de fer és dir-li a la premsa que està boja i que mai no aconseguiria un treball. Ann, completament horroritzada pel comportament de Denham i retenint les llàgrimes, decideix visitar Kong, on està captiu. Explica que mai no va voler que passés cap dels esdeveniments passats, que mai no va voler que es fes mal i que si tots dos juguen el seu paper, tot podria estar bé ("Last of Our Kind"). Al principi, Kong no li respon, i molt menys la mira, però després que ella noti que no ha menjat i que efectivament s'està morint, comentant agressivament aquest fet, els dos finalment comencen a reactivar la seva amistat. Comença la nit d'estrena i Ann encara no està segura de tot aquest espectacle ("Last of Our Kind" (Reprise). Lumpy visita el vestidor d'Ann i li dona flors, dient-li que li recorda a la seva filla Maggie, que havia mort amb només 14 anys de la verola. Diu que Maggie la pensaria com un heroi i li recorda que les bones persones prenen bones decisions. Després de marxar, Ann decideix finalment on es troben les seves lleialtats. Va a l'escenari i comença l'actuació, però quan arriba el moment que cridi per Kong, s'adona del molt que es deteriora. Tot i les reiterades exigències de Denham perquè cridi i desperti Kong, ella li diu desafiant tant a ell com al públic que no cridarà per ningú ni res ("Scream for the Money"). Crida perquè Kong repugni i és ràpidament agafada i arrossegada del escenari, on deixa escapar un veritable crit. Això és el que aparentment torna la vida als ulls de Kong, i ell s'allibera ràpidament dels seus grillons quan cau la cortina. Denham intenta mantenir la tranquil·litat del públic i dels actors restants a l'escenari ("Dance My Way to the Light" (Reprise), 
Kong surt per la ciutat intentant trobar Ann ("Broadway Nightmare"). Finalment es troben, i Kong fa gestos a Ann per a que pugi a la seva espatlla. Mentre que ho fa, l'exèrcit apareix i comença a disparar a Kong, que fuig ("NYC Chase"). Kong s'atura als peus de l'Empire State Building a mig construir i comença a escalar-lo, amb Ann encara a la seva espatlla ("Empire Ascent"). De nou al teatre, Denham està sol, amb l'escenari destrossat. Lumpy entra i li anuncia que marxa, davant el shock de Denham. Li explica que el que han fet no està bé i que no vol els diners. Marxa del teatre, deixant Denham sol a un escenari buit ("The World (reprise)"). Al capdamunt de l'Empire State Building, Ann baixa de l'espatlla de Kong i es meravella com de petit es veu tot des d'allà. Llavors s'adona que Kong està morint lentament i li demana que es quedi amb ella. Columnes de fum es veuen a l'horitzó. Ann, veient-ho, comença a cridar la gent de baix que no disparin. Avions de l'exèrcit arribar per abatre Kong ("Air War"). Kong destrueix avió rere avió, rebent molts trets. Mentre que el darrer avió és destruït, s'aixeca i rugeix, picant-se el pit en senyal de triomf. Però la victòria és breu, doncs arriben més avions, disparant-lo de nou. Aquest cop no es defensa. Mirant Ann per darrer cop, Kong cau de l'edifici morint i deixant Ann tota sola("Empire Soliloqui"). Ann es dol per la pèrdua de Kong quan aconsegueix baixar de l'Empire State. Quan arriba al carrer, intenta explicar que Kong no era pas un monstre, ni era atracció de fira. Era, simplement, una meravella. ("The wonder").

## Números musicals

### Producció original de Melbourne (2013)
| Acte I - "Hunting Season" – Carl Denham - "Sweethearts on Parade" – Busker Quartet - "Brother, Can You Spare a Dime?" – Companyia - "What's It Gonna Take?" – Ann Darrow - "I Wanna Be Loved by You" – The Companyia - "Colossus" – Carl - "Special FX" – Ann i Companyia - "Perfect" – Jack Driscoll - "Foxtrot" – Instrumental - "Ritual" – High Priestess i Companyia - "The Ascent" – Instrumental - "In the Face of Forever" – Jack - "Full Moon Lullaby" – Ann - "The Chase" – Instrumental | Acte II - "What's It Gonna Take? (Reprise)" – Ann - "The Greatest Show on Earth" – Carl, Cassandra i Companyia - "Dance with Me" – Jack - "A Simple Prayer" – Ann - "Kill 4 the Thrill" – Carl i Companyia - "Get Happy" – Companyia - "Rise" – Cassandra i Companyia - "Full Moon Lullaby (Reprise)" – Ann - "Amen, Opus 35" – Instrumental |

### Producció original de Broadway (2018)
| Acte I - "Prologue" – Companyia - "Dance My Way to the Light" – Female Ensemble - "Queen of New York" – Ann Darrow i Companyia - "Building the Boat/Setting Sail" – Carl Denham i Orchestra - "Cabin Soliloquy" – Ann i Companyia - "Pressure Up" – Captain Englehorn i Male Ensemble - "The Mutiny" – Carl, Captain Englehorn i Male Ensemble - "Skull Island" – Orchestra - "The Ascent" – Orchestra - "The World" – Carl - "The Cobra Fight" – Orchestra - "Full Moon Lullaby" – Ann - "The Descent" – Orchestra - "Kong's Capture" – Orchestra | Acte II - "Entr'acte: The Voyager Returns" – Orquestra - "It's Man" – Carl, Ann i Companyia - "The Wild i Perilous Sea" – Companyia - "Last of Our Kind" – Ann - "Scream for the Money" – Ann i Companyia - "Dance My Way to the Light (Reprise)" – Orchestra - "Broadway Nightmare" – Ann i Female Ensemble - "NYC Chase" – Orchestra - "Empire Ascent" – Orchestra - "The World (Reprise)" – Carl - "Air War" – Orchestra - "Empire Soliloquy" – Ann - "The Wonder" – Ann i Companyia |

## Recepció
King Kong va obrir el 15 de juny de 2013 amb crítiques mixtes. La majoria dels crítics van elogiar les imatges i el repartiment, però van reaccionar negativament a la música, el llibre i les lletres. Aussie Theatre va escriure: "És espectacular. Visualment i tècnicament, aquest és un teatre que no hem vist abans", però va continuar dient: "La història no hi és. Hi ha una trama basada en suposar que el públic coneix la història de la pel·lícula de King Kong, però està ple de salts il·lògics, diàlegs maldestres i el melodrama de les emocions no guanyades. Se sent com si estigués escrit al voltant de l'espectacle ". Pel que fa a la partitura, va escriure: "La música és oblidable. No és avorrida, però no mou la història, no mostra el personatge ni afegeix molt més que un ritme per l'espectacle que està recolzant", afirmant que "el més el número reeixit és la cançó de bressol d'Ann a Kong, a Skull Island."
Australian Stage va revisar l'espectacle de manera similar, escrivint "La trama pateix d'una manca de desenvolupament de personatges i un ús excessiu de números musicals que de vegades són més enlluernadors que rellevants per a la història real". També va reaccionar negativament al personatge original Cassandra, escrivint "... afegir-la] era una altra idea innecessària. Amb poca cosa a fer i vestit amb un vestit que semblava més rellevant per a Wicked, la seva presència es va quedar desconcertada, tot i que Queenie van de Zandt va produir una altra forta actuació en el paper ." En una ressenya de 3 1/2 estrelles, The Sydney Morning Herald va creure que l'espectacle "[impressionava] en molts nivells", i va afegir: "Si es queda curt, és perquè les nostres expectatives són tan altes. Com a tal, és un aparador del potencial d'una tecnologia i també de les seves limitacions. És una novel·la, espectacle intermitentment potent però sintètic que busca ser més ".
La producció de Broadway es va obrir a crítiques aclaparadores negatives, amb dures crítiques al llibre "estupefactament banal" de Jack Thorne, a les "lletres oblidables" d'Eddie Perfect i a les "actuacions agudes i d'una sola nota" dels actors." Els crítics van quedar molt impressionats amb el titella mecànic de King Kong, però van considerar que no compensava la resta de la producció.

## Premis i nominacions

### Producció original de Melbourne
| Any  | Premi           | Categoria                                                | Nominat | Resultat  |
| ---- | --------------- | -------------------------------------------------------- | --- | --------- |
| 2013 | Premis Helpmann | Millor obra nova australiana                             | Millor obra nova australiana | Nominat   |
| 2013 | Premis Helpmann | Millor actriu femenina en un musical                     | Esther Hannaford | Nominat   |
| 2013 | Premis Helpmann | Millor actor masculí en un paper secundari en un musical | Chris Ryan | Nominat   |
| 2013 | Premis Helpmann | Millor partitura original                                | Marius de Vries (música original), Michael Mitnick i Richard Thomas (lletres addicionals), composicions 3D, Guy Garvey, Sarah McLachlan, Justice i The Avalanches | Nominat   |
| 2013 | Premis Helpmann | Millor disseny de vestuari                               | Roger Kirk | Guanyador |
| 2013 | Premis Helpmann | Millor disseny d'escenografia                            | Peter England | Guanyador |
| 2013 | Premis Helpmann | Millor disseny d'il·luminació                            | Peter Mumford | Guanyador |
| 2013 | Premis Helpmann | Millor disseny de so                                     | Peter Hylenski | Guanyador |
| 2013 | Premis Helpmann | Assoliment teatral excepcional *                         | Assoliment teatral excepcional * | Guanyador |

- El premi a la realització teatral destacada va ser creat pel Panell de premis de la indústria i el comitè d'administració dels premis Helpmann pel "disseny, creació i funcionament de King Kong: la criatura". El grup i l'administració van considerar que la "innovadora creació australiana, la primera d'aquest tipus al món, era digna de reconeixement individual".[26]

### Producció de Broadway
| Any  | Premi                       | Categoria                                                     | Nominat                                                       | Resultat  |
| ---- | --------------------------- | ------------------------------------------------------------- | ------------------------------------------------------------- | --------- |
| 2019 | premis Outer Critics Circle | Disseny d'il·luminació excepcional (teatral o musical)        | Peter Mumford                                                 | Nominat   |
| 2019 | premis Outer Critics Circle | Disseny de projecció excepcional (teatral o musical)          | Peter England                                                 | Guanyador |
| 2019 | premis Outer Critics Circle | Disseny de so excepcional (teatral o musical)                 | Peter Hylenski                                                | Guanyador |
| 2019 | Premis Drama League         | Producció excepcional d'un musical de Broadway o Off-Broadway | Producció excepcional d'un musical de Broadway o Off-Broadway | Nominat   |
| 2019 | Premi Drama Desk            | Disseny de titelles destacat                                  | Sonny Tilders                                                 | Guanyador |
| 2019 | Premi Drama Desk            | Disseny de projeccions excepcional                            | Peter England                                                 | Guanyador |
| 2019 | Premis Tony                 | Millor escenografia a un musical                              | Peter England                                                 | Nominat   |
| 2019 | Premis Tony                 | Millor il·luminació a un musical                              | Peter Mumford                                                 | Nominat   |
| 2019 | Premis Tony                 | Millor so a un musical                                        | Peter Hylenski                                                | Nominat   |
| 2019 | Premis Tony                 | Premi Especial                                                | Sonny Tilders and Creature Technology Company                 | Guanyador |